# Nebalia longicornis
Nebalia longicornis är en kräftdjursart som beskrevs av Thomson 1879. Nebalia longicornis ingår i släktet Nebalia och familjen Nebaliidae. Utöver nominatformen finns också underarten N. l. soror.